# Nikolái Roerich
Nikolái Konstantínovich Roerich (en ruso: Никола́й Константи́нович Ре́рих, su apellido se pronuncia «Rérij»; San Petersburgo, 27 de septiembre/9 de octubre de 1874-Kulu, Himachal Pradesh, India; 13 de diciembre de 1947) fue un artista ruso, filósofo, escritor, arqueólogo, viajero y persona pública. Pintó más de 7000 lienzos (muchos de los cuales se encuentran en galerías famosas por todo el mundo) y escribió más de treinta obras literarias. Fue el inspirador del acuerdo internacional sobre la protección de las instituciones artísticas, científicas y los monumentos históricos (el llamado «Pacto Roerich»), y el fundador del movimiento internacional de protección de la cultura. Fundó la Agni Yoga Society, de inspiración teosófica. Sus ideas han influido en la formación del movimiento New Age en Rusia.

## Vida y creación

### Período de Rusia
«Roerich», traducido del antiguo escandinavo, significa «rico» (rich) «en gloria» (Roe). Los representantes del linaje de los Roerich venían ocupando en Rusia altos puestos militares y administrativos desde los tiempos de Pedro el Grande. El padre de Nikolái, Konstantín Fiódorovich Roerich, fue un notario reputado y conocido en la sociedad de la época. Su madre, María Vasílyevna Kaláshnikova, descendía de una familia de comerciantes. Entre los amigos de la familia Roerich se encontraban personas tan destacadas como D. Mendeléyev, N. Kostomárov, M. Mikeshin y L. Ivanovskiy.
Desde una temprana edad Nikolái Roerich demostró un talento precoz y polifacético hacia la pintura, la arqueología, la historia y una inquietud profunda por la rica herencia cultural del Oriente.

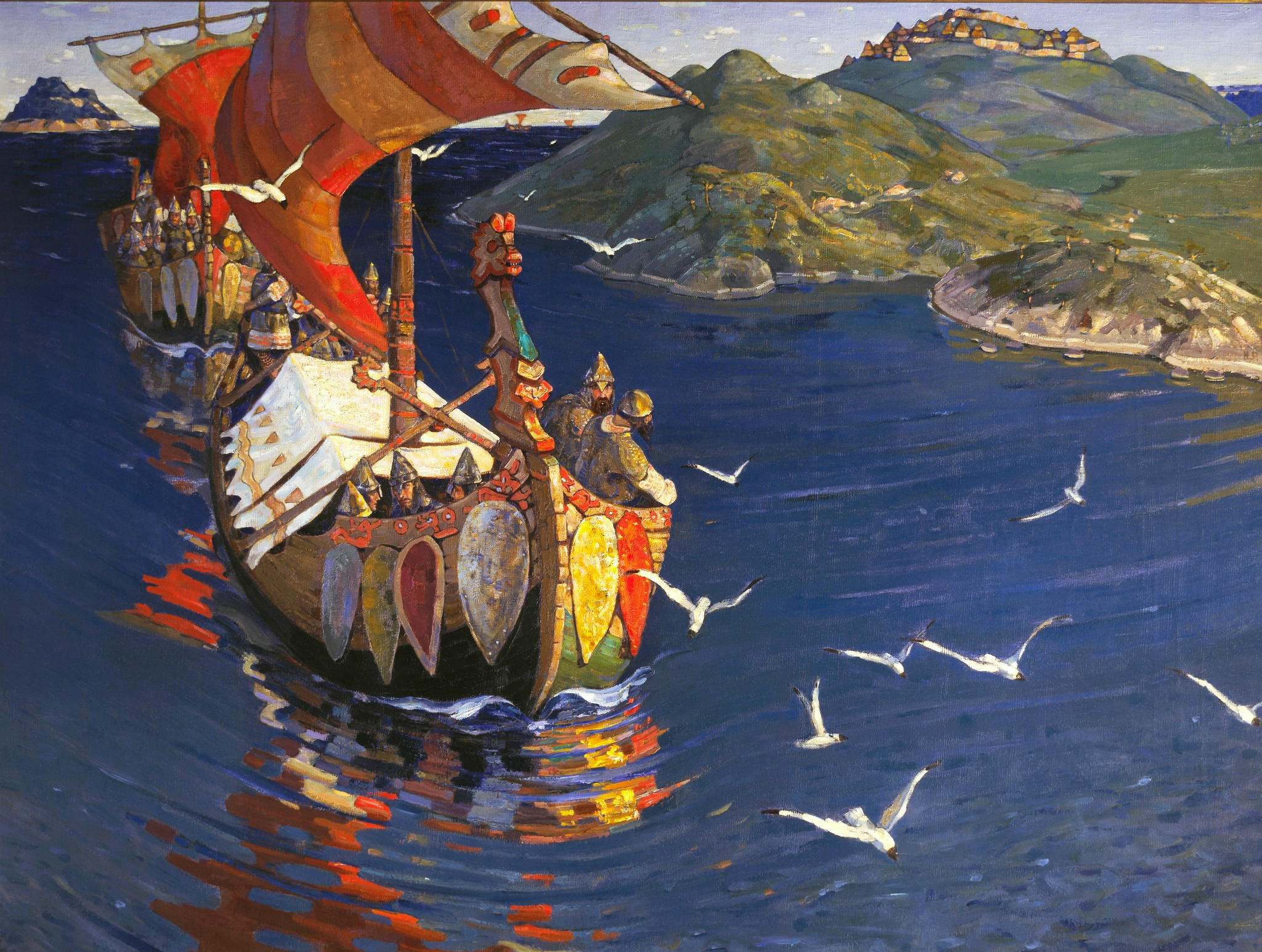
«Huéspedes de ultramar» (varegos). 1901

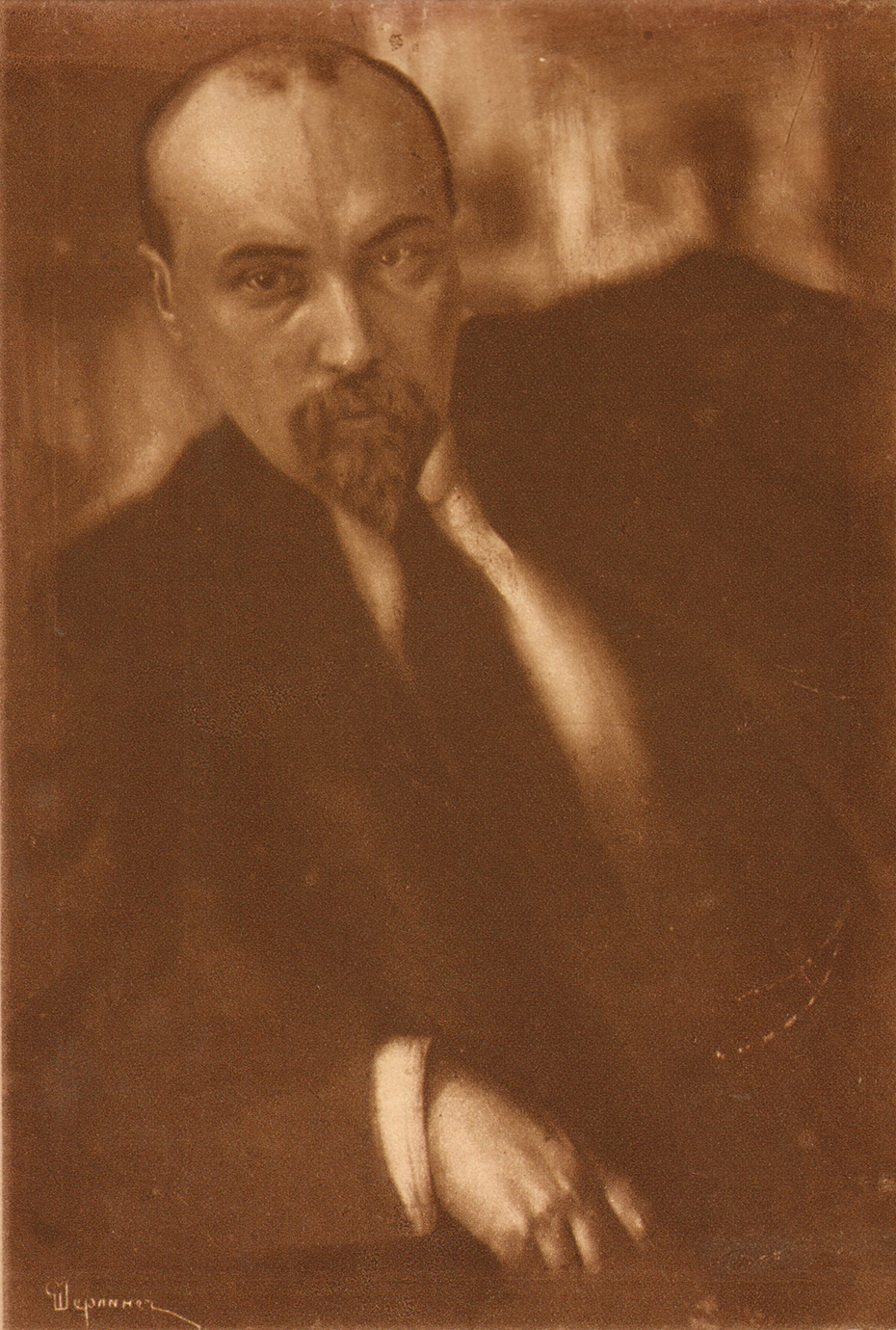
Nikolái Roerich. 1916

En 1893, tras sus estudios básicos, Nikolái Roerich se matriculó simultáneamente en la facultad de Derecho de la Universidad de San Petersburgo (graduándose en 1898) y en la Academia Imperial de Bellas Artes. Desde 1885, es alumno del taller del famoso pintor ruso Arjip Ivánovich Kuindzhi. En esa época tiene contactos múltiples con los personajes destacados de la cultura rusa de aquel entonces: V. V. Stásov, I. E. Repin, N. A. Rimsky-Kórsakov, D. V. Grigoróvich, y S. P. Diáguilev. Ya en sus años estudiantiles, Roerich llega a ser miembro de la Sociedad Arqueológica Rusa y realiza muchas exploraciones en las provincias de Petersburgo, Pskov, Nóvgorod, Tver, Yaroslavl, Smolensk. En el año 1904, colaborando con el príncipe Putiatin, Roerich descubrió unas estaciones neolíticas en Valdái (cercanías del lago Piros) que atrajeron la atención de especialistas rusos y europeos.
En 1897 N. Roerich se graduó de la Academia de Bellas Artes de Petersburo. Su tesina — el lienzo «Mensajero» — fue adquirida por el famoso coleccionista de obras de arte ruso P. M. Tretyakov. V. V. Stásov, crítico conocido de la época, apreció la obra de Roerich: «Indudablemente, tiene Vd. que visitar a León Tolstói…que el mismo gran escritor de la tierra rusa le consagre a pintor». El encuentro con León Tolstói se hizo providencial para Nikolái Roerich. Dirigiéndose a él, León Tolstói dijo: «¿Ha podido, por casualidad, cruzar en barca un veloz río? Es menester guiar la barca a un lugar más alto que la meta, o el río se la lleva. Lo mismo pasa en la esfera de las exigencias morales: hace falta guiar la barca hacia lo más alto posible, pues la vida se lo lleva todo. Que su mensajero maneje el volante muy alto, ¡entonces llegará!»
Otras recomendaciones significativas se las dio a Nikolái Roerich un sacerdote que a menudo visitaba la casa de sus padres, el padre Iohánn Kronshtadsky, deseando al niño buena salud: «¡No te enfermes!, tendrás que hacer buena obra por la Patria».
Nikolái Roerich centró parte de sus creaciones en los temas históricos. En el período inicial de su creación, el artista crea lienzos dedicados a las fuentes históricas de Rusia: «Se reúnen los ancianos» (1898), «El llanto de Yaroslavna» (1893), «El principio de la antigua Rusia. Los eslavos» (1896), «Ídolos» (1901), «Construyendo barcas» y otros. En estas obras se revela el talento específico del pintor y sus búsquedas innovadoras en el arte; de esta primera etapa se ha dicho que «incluso en los primeros lienzos se verifica el estilo particular de Nikolái Roerich: su enfoque multifacético de la composición, claridad de líneas y laconismo, colores limpios y entonación musical, gran simplicidad de expresión, veracidad y sinceridad»; Los cuadros del pintor se basan sobre los principios del conocimiento profundo del material histórico, están penetrados de un contenido filosófico y expresan la sensación del espíritu de la época".
A la edad de 24 años, Nikolái Roerich llega a ser asistente del director del museo adjunto a la Sociedad Imperial Estimuladora de las Artes y, al mismo tiempo, asistente del redactor de la revista artística «Las Artes y la Industria Artística». Tres años más tarde, ocupa el puesto del secretario de la Sociedad Imperial Estimuladora de las Artes.
En 1899 Nikolái Roerich conoce a Elena (Helena) Ivánovna Sháposhnikova, y en octubre de 1901 se celebra su boda. Elena se hizo compañera fiel e inseparable de Nikolái y su inspiradora en la aventura y en la obra espiritual. Caminaron juntos a lo largo de la vida, complementándose uno a otro en la creación y en las búsquedas espirituales. En 1902 nace su hijo Yury, futuro científico orientalista, y en 1904, su hijo Sviatoslav, quien también sería reconocido como pintor.
En los años 1903 y 1904 Nikolái Roerich y su esposa realizan un viaje por toda Rusia, visitando más de 40 ciudades célebres por sus monumentos históricos. El propósito de ese viaje largo fue el estudio de las raíces de la cultura rusa. El viaje fue coronado con una gran serie de cuadros dedicados a la antigua arquitectura rusa (aproximadamente 90 bosquejos) y varios artículos en los cuales Nikolái Roerich analizó el gran valor artístico que tenían la pintura de los iconos y la arquitectura de la antigua Rusia.

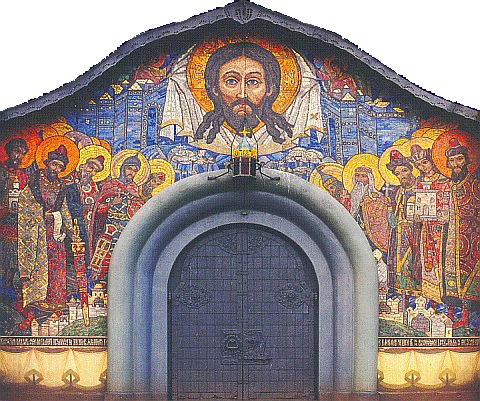
«El Salvador Increado y los Príncipes Santos»
Mosaico según un bosquejo de N.Roerich.
Iglesia de la Trinidad, provincia Ternopol, Ucrania

Nikolái Roerich también cultivó una pintura monumental y decorativa: realizó frescos, mosaicos y creó también vestuarios y decorados para obras teatrales. En 1906 Nikolái Roerich compone 12 esbozos para la basílica en la hacienda de la familia Gólubev en Parjómovka, cerca de Kíev; en 1910, además, crea esbozos de unos mosaicos para la laura de Pocháyev; en 1913 crea 4 esbozos para la pintura al fresco de una capilla en Pskov; en 1914 crea 12 lienzos para el palacete Livshits en Niza. En 1914 el artista pintó y decoró la iglesia del Espíritu Santo en Taláshkino (composición «la Reina del Cielo» y otras).
El talento polifacético y versátil de Nikolái Roerich se reveló también en sus trabajos para los espectáculos teatrales, tales como «Doncella de Nieve», «Peer Gynt», «La princesa Malen», «Valkyrie» y otros. Durante las célebres «Temporadas rusas» de S. Diáguilev en París, Nikolái Roerich actuó como diseñador y decorador teatral de las «Danzas de los pólovtsi» en la ópera «El príncipe Ígor» de Aleksandr Borodín, en la ópera «Pskovityanka» de Rimski-Kórsakov y en el ballet La consagración de la primavera de Ígor Stravinski.
Nicholas Roerich, fue cocreador del ballet La Consagración de la Primavera, donde el motivo del ballet surgió de la absorción de Roerich con la antigüedad eslava y sus excavaciones en Rusia, de acuerdo a lo que le escribió en una carta a Diaguilev fue: «La hermosa cosmogonía de la tierra y el cielo.»
La época de la Edad de Plata, cuando Nikolái Roerich empezó su camino de creador, fue una época de entusiasmo espiritual, lo cual, indudablemente, influyó en la formación de la personalidad del artista. Una pléyade de pensadores destacados: V. S. Soloviov, E. N. Trubetskói, V. V. Rózanov, P. A. Florenski, S. N. Bulgákov, N. A. Berdiáyev, entre otros, venían aportando a la cultura rusa profundos pensamientos filosóficos, la llenaban de búsquedas intensas de los ideales morales y del sentido de la vida. Se estaba desarrollando el interés especial que tenían los intelectuales rusos por la cultura oriental. Intentando percibir valores universales, Nikolái Roerich, además de la filosofía rusa, se dedica a estudiar la filosofía de Oriente, principalmente las obras de los grandes pensadores de la India: Ramakrishna, Vivekananda y Rabindranath Tagore.
El conocimiento de los sistemas filosóficos de Oriente encontró su reflejo en la obra de Nikolái Roerich. Aunque en los cuadros de su período inicial los temas fundamentales eran la antigua Rusia pagana y las imágenes pintorescas de gesta popular («Construyendo una ciudad», «Los de mal agüero», «Huéspedes de ultramar» y otros), ya desde la mitad de 1905 el artista dedica sus lienzos y esbozos a la India («Lakshmi», «Camino indio», «Krishna», «Sueños de India» etc.). Las antiguas culturas de Rusia y de la India y su fuente común tienen interés especial para Roerich, tanto desde un punto de vista artístico como puramente científico. Dentro de su concepto histórico, son de mayor importancia las categorías temporales de pasado, presente y futuro. A Nikolái Roerich, el futuro le sirve para apreciar el pasado y el presente: «…cuando llamamos a estudiar el pasado, lo hacemos sólo en pro del futuro». «De las preciosas piedras antiguas componed los peldaños del futuro».
Desde 1906, Nikolái Roerich trabaja como profesor al mismo tiempo que dirige la Escuela de la Sociedad Imperial Estimuladora de las Artes. En esta época ya es habitual su participación en exposiciones extranjeras. Muchas ciudades de Europa conocieron su obra: París, Venecia, Roma, Berlín, Bruselas, Viena, Londres. Los cuadros de Nikolái Roerich fueron adquiridos por el Museo Nacional de Roma, por el Louvre y otros museos europeos.
Suele marcarse el año 1906 como el inicio de un período nuevo, más maduro, en la creación de Nikolái Roerich. Ahora el enfoque histórico cambia su objetivo: la historia, la mitología y el folclore se convierten en fuentes de las que el artista recoge material para su lenguaje figurativo metafórico. En su arte se combinan el realismo y el simbolismo. En este período se hacen más intensas las búsquedas del maestro dentro del espacio de los colores. Nikolái Roerich relega el óleo casi por completo y pasa a la técnica de temple. Experimentó con la composición de las pinturas, con la superposición de capas de colores y tonos. La personalidad y originalidad de estas indagaciones fueron advertidas por los críticos de arte; de hecho, entre 1907 y 1918 en Rusia y Europa se editaron nueve monografías y decenas de revistas de arte dedicadas a su obra. Leonid Andréiev, conocido escritor ruso, dio un título metafórico al mundo creado por el artista: lo llamó «La Potencia de Roerich».
En 1909 Nikolái Roerich fue elegido académico de la Academia de Artes de Rusia y, al mismo tiempo, miembro de la Academia de Reims, en Francia.
Desde 1910 Nikolái Roerich encabeza la asociación artística «El Mundo de Arte» que reunía a muchas personas célebres: Alexandre Benois, Léon Bakst, I. Grabar, Valentín Serov, Kuzmá Petrov-Vodkin, Borís Kustódiev, A. Ostroúmova-Lébedeva, Z. Serebriakova y otros.
Siendo «El intuitivista más grande del siglo», según la denominación del conocido escritor Maksim Gorki, Nikolái Roerich, en vísperas de la Primera Guerra Mundial, expresó con ayuda de imágenes simbólicas sus presentimientos alarmantes: a esta serie pertenecen los cuadros «Ciudad purísima, saña para los enemigos», «Ángel Último», «Resplandor», «Obras humanas» y otros. En ellos se representa el tema de lucha de dos principios: la luz y la oscuridad  (tema que resalta en toda la obra del artista, al igual que el tema de la responsabilidad de la persona por su destino y por todo el mundo). Por entonces Nikolái Roerich no solo crea lienzos de carácter antimilitar, sino que también escribe artículos dedicados a la protección de la paz y la cultura.
En 1915 Nikolái Roerich presenta un informe al zar Nicolás II y al Gran Príncipe Nikolái Nikoláyevich, llamándolos a tomar medidas serias a nivel de estado para proteger tesoros de cultura en todo el territorio de Rusia.
En 1916, padeciendo por una grave enfermedad pulmonar, Nikolái Roerich es convencido por los médicos de que se traslade a Finlandia (Serdobol), a la costa del lago Ládoga. Allí se marchará con su familia. La proximidad de su residencia a Petrogrado le permitía dedicarse a las actividades de la Escuela de la Sociedad Imperial Estimuladora de las Artes.
El 4 de marzo de 1917, un mes más tarde después de la Revolución de Febrero, Maksim Gorki reunió en su casa a un numeroso grupo de pintores, escritores y actores. Entre los presentes se encontraban Nikolái Roerich, Aleksandr Benois, Iván Bilibin, Dobuzhinski, Petrov-Vodkin, Shchuko, Shaliapin, etc. En esta reunión fue elegida una Comisión para las cuestiones de arte. Maksim Gorki fue nombrado presidente de la Comisión y Aleksandr Benois y Nikolái Roerich lo fueron como asesores. La comisión se dedicaba al desarrollo del arte en Rusia y a la conservación y protección de los monumentos de antigüedad.

### Actividad cultural y pictórica en Europa y América
Después de los acontecimientos revolucionarios de 1917 Finlandia cerró todas las fronteras con Rusia. Nikolái Roerich y su familia se quedaron aislados de su patria.
En 1919, habiendo recibido una invitación de Suecia, Nikolái Roerich viaja para exponer por los países de Escandinavia, y en otoño de ese mismo año, teniendo una invitación de Sergéi Diágilev, realiza el diseño teatral, el decorado y el vestuario para las óperas rusas que Modest Músorgski y Aleksandr Borodín estrenarían en Londres.
En 1920, Nikolái Roerich recibe una carta del director del Instituto de Artes de Chicago que le propone organizar una gira con exposiciones por 30 ciudades de los Estados Unidos. Entre los 115 lienzos del pintor que se exponían se encontraban los siguientes: «El tesoro de los ángeles» (1905), «Ángel último» (1912), «La hija del vikingo» (1917), «Llamada del sol» (1918), «Éxtasis» (1917), las series de cuadros «La heroica», «Sueños del Oriente», etc. Las exposiciones tuvieron un éxito extraordinario. En América Nikolái Roerich pintó «Sancta», «Nuevo México», «La suite del océano» y «Sueños de la sabiduría» entre otros muchos.
En América Nikolái Roerich fundó organizaciones culturales y pictóricas que más tarde serían fuentes de cultura que reunirían a su alrededor a numerosas personas destacadas del arte. En noviembre de 1921 en Nueva York fue inaugurado el Maestro-Instituto de Artes Unidas, cuyo propósito fundamental fue realizar un acercamiento mutuo de los pueblos a través de la cultura y el arte. Determinando las tareas del Instituto, Nikolái Roerich escribió:

«El arte unirá a la Humanidad. El arte es uno e irrepartible. El arte tiene muchas ramas y una sola raíz… Cada uno percibe la verdad de la belleza. En la belleza estamos unidos, por la belleza oramos, Con la belleza conquistaremos. Para todos deben ser accesibles y abiertas las puertas de la fuente sagrada. La luz del arte iluminará los innumerables corazones con un amor nuevo. En un principio, este sentido vendrá desapercibido, pero más tarde este sentido limpiará toda la conciencia humana. Cuántos corazones jóvenes están buscando algo bello y auténtico. Dadselo, pues. Dadle el arte al pueblo, que el arte le pertenece.» (Nikolái Roerich, «Sobre el Arte»).

Casi al mismo tiempo que el Instituto de Artes Unidas en Chicago, fue fundada la Asociación de pintores «Cor Ardens» («Corazones Ardientes»), y en 1922 apareció el Centro Cultural Internacional «Corona Mundi» («Corona del Mundo»). En noviembre de 1923 fue inaugurado El Museo Nikolái Roerich de Nueva York que poseía una colección muy grande de cuadros del pintor.

### Expedición por Asia Central

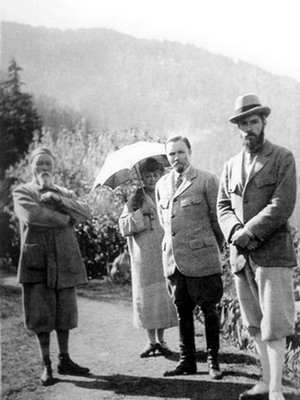
La familia de los Roerich (valle de Kulu, India)

La venta de sus cuadros, los honorarios por el diseño de los espectáculos teatrales y numerosas publicaciones, así como los beneficios que habían ingresado de las organizaciones sociales, culturales y de ilustración que actuaban en los Estados Unidos de América, le dieron posibilidad a Nikolái Roerich de realizar una expedición científica por Asia Central.
El 2 de diciembre de 1923 Nikolái Roerich con su familia llega a la India que le atrae como a pintor tanto como a científico que investiga una serie de problemas relacionados con migraciones de los pueblos antiguos por el mundo y con búsquedas de una fuente única de las culturas eslava e India. Allí empezó la ruta de la expedición por las regiones difíciles de acceso de Asia Central.
«Además de nuestras tareas artísticas en la expedición, — notó más tarde Nikolái Roerich, — teníamos intención de conocer en qué estado se encuentran los monumentos antiguos de Asia Central, observar la situación actual de la religión, de las costumbres y encontrar huellas de las grandes migraciones de los pueblos. Esta última tarea desde hace mucho me tiene pendiente».
La ruta complicadísima de la expedición pasó por Sikkim, Cachemira, Ladak, China (Sinkiang), Rusia (visitando Moscú), Siberia, Altái, Mongolia, Tíbet, por las regiones no investigadas de Transhimalaya. La investigación duró de marzo de 1925 a mayo de 1928. Haciendo realidad el sueño de Przevalski y Kozlov, la expedición de Nikolái Roerich llegó a ser un triunfo entre las investigaciones rusas del Asia Central. Por lo complicado de la ruta y por lo rico de los materiales coleccionados esta expedición merece un lugar especial entre las expediciones más grandes del siglo XX.
Durante los años de la expedición, fueron realizadas investigaciones arqueológicas y etnográficas en las partes no investigadas de Asia, marcadas en los mapas decenas de cimas y puertos en las montañas y precisada su posición; fueron descubiertos manuscritos raros y descritas muchas costumbres locales; así mismo, fueron escritos libros como «Corazón de Asia» y «Altái — Himalaya» y pintados aproximadamente quinientos cuadros que reflejaban el panorama pintoresco de la ruta; además, Nikolái Roerich empezó a crear la serie famosa de sus lienzos «Himalaya» y realizó las series de cuadros «Maytreya», «Camino de Sikkim», «Su país», «Los maestros del Oriente» y otras.

### Instituto Urusvati de Investigaciones Himalaicas

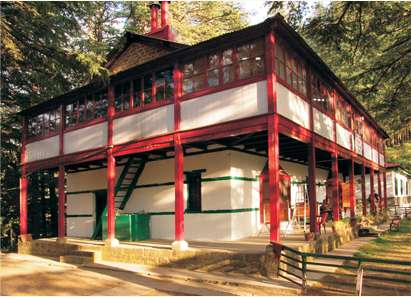
Instituto Urusvati de Investigaciones Himalaicas

El abundante material científico reunido por la familia de los Roerich durante la expedición requería sistematización y procesamiento, así que, terminada la expedición, en julio de 1928 en la Himalaya Occidental, en el valle de Kulu, Nikolái Roerich fundó el Instituto «Urusvati» de Investigaciones Himalaicas, lo que, traducido del sánscrito, significa «Luz del Lucero del Alba». Allí mismo, en el valle de Kulu, pasaría el último período de la vida del pintor. Yuri Roerich, el hijo mayor de Nikolái Roerich, científico orientalista de fama mundial, se hace director del Instituto. Además, efectúa la dirección de las investigaciones etnólogo-lingüísticas y de las búsquedas de monumentos arqueológicos. En el Instituto trabajaban laboratorios de medicina, zoología, botánica, bioquímica y muchos otros.
Se realizaba un trabajo muy grande en la Lingüística y filología orientales. Se componían colecciones de fuentes rarísimas de muchos siglos que se traducían a los idiomas europeos, se estudiaban idiomas medio olvidadas. Los especialistas que venían a trabajar por invitación y colaboradores interinos componían colecciones botánicas y zoológicas.
Entre los colaboradores del Instituto se encontraban decenas de centros científicos de Asia, Europa y América. Los materiales científicos, saliendo del Instituto de Kula, llegaban a la Universidad de Míchigan, al Jardín Botánico de Nueva York, al Museo de Historia Natural de París, a la Universidad de Pendjab, a la Universidad de Harvard en Cambridge, al Jardín Botánico de la Academia de ciencias de la Unión Soviética. El conocido botánico y genético soviético N. I. Vavílov solicitaba información científica en el centro «Urusvati» y recibía de allí semillas para su colección botánica única. Además, colaboraban con el Instituto científicos destacados como Albert Einstein, L. De Broil, Roberto Milliken, Sven Hedin y otros.

### Expedición a Manchuria
En los años 1934—1935 Nikolái Roerich encabezó una expedición a las regiones de la Mongolia Interior, Manchuria y China, organizada por el Ministerio de Agricultura de los Estados Unidos con el fin de rebuscar semillas de plantas que previenen la destrucción de capas fértiles del suelo. Previendo la amenaza de catástrofes ecológicas, Nikolái escribe en aquellos años: «Como consecuencia de que el hombre trata los bosques con ignorancia y rapacidad, los desiertos han crecido excesivamente, adquiriendo dimensiones siniestras. Da miedo ver cómo la desaparición de lo verde borra, cada vez más, la superficie protectora y útil de la tierra.»
La expedición se componía de dos partes. La primera ruta incluía la cordillera de Hingán y la meseta Barginskoye (1934), y la segunda, los desiertos de Gobi, Ordos y Holanshan (1935). Las expediciones dieron buenos resultados: fueron encontrados cerca de 300 géneros de plantas resistentes a las sequías, coleccionadas plantas medicinales; además, se realizaron investigaciones arqueológicas y se descubrieron manuscritos antiguos de gran valor científico.

### El Pacto Roerich y la Bandera de la Paz

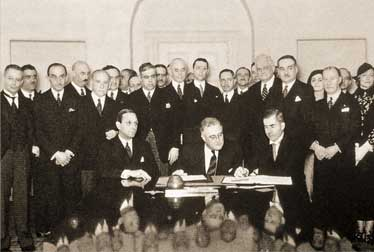
Firma del Pacto Roerich el 15 de abril de 1935 (en el centro, el presidente de los EE. UU. Franklin D. Roosevelt)

En sus ensayos — obras filosóficas y literarias — Nikolái Roerich crea un concepto de Cultura absolutamente nuevo, fundado en las ideas de la Ética Viva. La cultura, según Nikolái Roerich, está ligada estrechamente con los problemas de la evolución universal de la humanidad y es «el gran pilar» de este proceso. «La cultura se apoya en la Belleza y en el Conocimiento» — escribía él. [20] Y repetía, con una pequeña aclaración, la célebre frase de Fiódor Dostoyevski: «La conciencia de la Belleza salvará el mundo». El hombre conoce la Belleza solamente a través de la Cultura, cuya parte integrante es la creación. Este es, también, uno de los temas tratados en los libros de la Ética Viva, en la creación de los cuales han tomado parte activa los Roerich. Doña Elena tomaba nota, y Don Nikolái reflejaba las ideas de la Ética Viva en las imágenes artísticas.
En el amplio concepto de Cultura Nikolái Roerich incluía la síntesis de los mejores logros del espíritu humano en la esfera de la experiencia religiosa, ciencia, arte, educación. Nikolái Roerich formuló la diferencia principal entre la Cultura y la civilización. Mientras la Cultura se relaciona con el mundo espiritual del hombre en su autoexpresión creativa, la civilización no es más que organización exterior de la vida humana en todos sus aspectos materiales y civiles. La identificación de la civilización y la Cultura — afirmaba Nikolái Roerich — nos lleva a una confusión de estos conceptos, provoca una infravaloración del factor espiritual en el desarrollo de la Humanidad. Escribía también que «La riqueza de por sí todavía no nos ofrece Cultura. Sin embargo, la ampliación y agudeza del pensamiento junto al sentido de cultura, nos dan aquel refinamiento, aquella altura del espíritu, que siempre marcan a las personas de cultura. Precisamente estas personas pueden construir el futuro luminoso de su país.» Partiendo de eso, la Humanidad no sólo tiene el deber de promover la Cultura, sino también tiene la obligación de protegerla.
Nikolái Roerich, en 1929, colaboró con George Chklaver, doctor en Derecho Internacional y Ciencias Políticas de la Universidad de París, preparando el proyecto del Convenio sobre la protección de los tesoros de cultura (El Pacto Roerich) que fue promulgado de acuerdo a los códigos de derecho internacional. Junto al Pacto, Nikolái Roerich ofrece una señal especial para identificar objetos de protección: la Bandera de la Paz; es una bandera blanca con una circunferencia roja dentro de la cual están tres círculos rojos simbolizando la unidad del pasado, presente y futuro dentro de la eternidad. Por su actividad internacional en la esfera de la cultura y por haber inspirado el Pacto, Nikolái Roerich fue nominado para el Premio Nobel de la Paz.
He aquí una cita del llamamiento del Comité Nobel:

Desde 1890, Nikolái Roerich con sus libros, conferencias, investigaciones, lienzos y en otras muchas esferas donde se ha revelado su destacada personalidad, venía explicando, de una manera eficaz, la doctrina sobre la Hermandad Internacional. La propaganda de la Paz es aceptada en más de 21 países; su inspirador, profesor Nikolái Roerich, ha sido invitado a participar en numerosas actividades diferentes que confirman el reconocimiento y la influencia de ella.
Los cuadros de uno de los pintores más grandes conocidos en nuestra Historia reflejan una gran belleza y luz de espíritu que simbolizan su doctrina. <…>
Creemos firmemente que la paz internacional, estable y definitiva, puede ser accesible solamente mediante educación de las personas y mediante una propaganda constante y persuasiva de la Hermandad creada por la cultura, poesía y belleza en todos los aspectos de la vida. La obra de Nikolái Roerich durante los últimos treinta años es un gran llamamiento a todo el mundo para que las personas vivan con amor, que se amen.

En 1930, el texto del proyecto del Pacto con una nota complementaria de Nikolái Roerich destinada a los gobiernos y pueblos de todos los países se publica en la prensa y se manda a las instituciones gubernamentales, científicas, artísticas y educativas de todo el mundo.
Los párrafos primero y segundo del Pacto rezan así:

«Serán consideradas como neutrales y como tales respetadas y protegidas por las partes beligerantes, las instituciones de ciencia, de arte, de educación, de conservación de los objetos de cultura y misiones científicas. Con igual respeto y protección se tratará al personal de las instituciones arriba mencionadas, sus bienes y colecciones. <…> Las instituciones, colecciones y misiones que se registren a base del Pacto Roerich serán diferenciadas con la bandera distintiva de ese Pacto (la Bandera de la Paz), lo que les otorgará especial protección y respeto por parte de los estados beligerantes y de los pueblos de todos los países signatarios del Pacto.»

El Pacto Roerich tiene una importancia educativa muy grande. «El Pacto por la protección de los tesoros culturales no es necesario únicamente como un instrumento oficial, sino, más bien, como una ley de instrucción, que desde los primeros días escolares inspire en la joven generación las nobles ideas sobre la preservación de los valores auténticos de toda la humanidad», — decía Nikolái Roerich.
La idea del Pacto fue apoyada por Romain Rolland, George Bernard Shaw, Rabindranath Tagore, Albert Einstein, Thomas Mann, Herbert George Wells y otros personajes destacados.
La firma del Pacto fue un acto solemne y tuvo lugar el 15 de abril de 1935 en la Casa Blanca, Washington, con participación personal del Presidente de los Estados Unidos Franklin D. Roosevelt. El Pacto fue firmado por los representantes de los Estados Unidos y de los 20 países latinoamericanos, miembros de la Unión Panamericana. Más tarde, otros 15 países se adhirieron al Pacto.
En 1954, el Pacto Roerich sirvió de base para la «Convención Internacional de la Haya sobre la protección de valores culturales en caso de conflictos armados»; en lo que se refiere a la bandera especial propuesta por Nikolái Roerich, la Bandera de la Paz que marca todos los tesoros de cultura y arte como objetos inviolables, ella, hasta ahora, revolotea en lo alto sobre numerosos centros de cultura y de instrucción en todo el mundo.
Las ideas del Pacto quedaron reflejadas, también, en el arte de Nikolái Roerich. Podemos ver el emblema de la Bandera de la Paz en muchos lienzos suyos de los años treinta. En especial, al Pacto está dedicado el cuadro «Nuestra Señora Oriflamma».

### La Segunda Guerra Mundial. Servicio a Rusia
En su residencia en la India, Nikolái Roerich desde los primeros días de la Segunda Guerra Mundial aprovecha todas las posibilidades para ayudar a Rusia. Con su hijo menor Sviatoslav, organiza exposiciones y ventas de sus cuadros, y todo el dinero obtenido lo envía a la Fundación de la Cruz Roja soviética y al Ejército Rojo. Además, escribe artículos para periódicos, pronuncia discursos en la radio apoyando al pueblo soviético.
En aquellos días amenazadores para Rusia, el pintor en su obra creativa vuelve al tema de la Patria. En esa época crea una serie de cuadros: «El príncipe Igor», «Alejandro Nevski», "Los Guerrilleros•, «La Victoria», «Se han despertado los Héroes» — y otros, en los cuales aparecen imágenes de la historia rusa y el autor predice que el pueblo ruso vencerá al fascismo.

"… cualquiera que salga a la campaña contra el pueblo ruso, lo sentirá en su propio pellejo. No es una amenaza, es lo que ha dicho la historia milenaria de los pueblos. Se salvaban por pies, rodando, en volandas, diferentes malhechores y avasalladores, mientras el pueblo ruso en sus tierras vírgenes infinitas sacaba arando cada vez nuevos tesoros. Así debe ser. La historia conserva pruebas de la justicia mayor que muchas veces ya ha dicho severamente: «!Fuera! No tocar!» (Nikolái Roerich «!Fuera! No tocar!» 10 de junio de 1940)

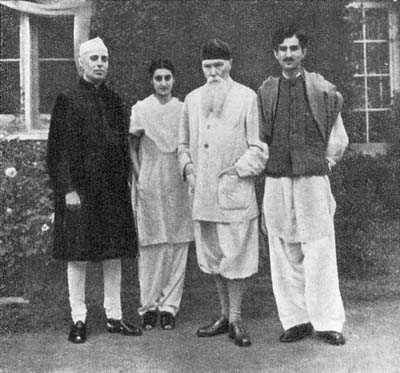
Jawaharlal Nehru, Indira Gandhi, Nikolái Roerich y M. Yunus en la Hacienda de los Roerich, Kulu, 1942

En las «Páginas del diario» de Nikolái Roerich hay muchas páginas dedicadas a la hazaña militar y laboral del pueblo soviético.
En 1942, antes de la Batalla de Stalingrado, Nikolái Roerich recibió en su casa en Kulu a Jawaharlal Nehru, luchador por la libertad de la India, y su hija Indira Gandhi. Los tres juntos comentaron el destino del nuevo mundo en el cual triunfará la tan esperada libertad de los pueblos subyugados. «Hemos hablado de la Asociación Cultural Indo-Rusa, — apuntó en su diario Nikolái Roerich, — es hora de pensar en una colaboración útil, creadora…»
Indira Gandhi recordó unos cuantos días durante los cuales había estado con la familia de los Roerich: «Aquella fue una visita inolvidable a una familia talentosa y asombrosa, donde cada uno de ellos fue personalidad notable con una esfera de intereses claramente definidos. Se me quedó grabado en la memoria el mismo Nikolái Roerich, persona de los más vastos conocimientos y de una experiencia enorme de vida, hombre de gran alma y corazón, capaz de penetrar en todo lo que tenía a la vista». Durante esta visita «fueron expresadas ideas y sugerencias sobre el desarrollo de una colaboración más estrecha entre la India y la URSS. Ahora, cuando la India ya ha conquistado la independencia, esas ideas llegan a ser realidad. Y como sabe Vd., hoy en día existen entre nuestros dos países relaciones de amistad y mutua comprensión».
Cuando los ejércitos hitlerianos ocuparon muchos territorios de la URSS, Nikolái Roerich solicitó a sus colaboradores que ayudaran y sirvieran a la causa de mutua comprensión entre los pueblos de dos grandes potencias: Rusia y EE. UU. De esta manera, en 1942 en Nueva York fue fundada la Asociación Cultural Americano-Rusa. Entre los colaboradores más activos de la Asociación se encontraban Ernest Hemingway, Rockwell Kent, Charles Chaplin, P. Geddas, Emil Cuper, S. Kusevitsky, V. Tereshchenko. Roberto Milliken y Arturo Compton, científicos de fama mundial, aplaudieron la actividad de la Asociación.

### Los últimos años de vida
El reconocimiento mundial del pintor ruso Nikolái Roerich es confirmado por el hecho de que fue elegido miembro de número y miembro honorífico por más de cien centros docentes, academias, corporaciones científicas e instituciones de cultura en todo el mundo. En la India misma le conocieron personalmente famosos filósofos, científicos, escritores, personas públicas de este país.
En la India Nikolái Roerich sigue trabajando en la serie de cuadros «El Himalaya» constituida por más de dos mil lienzos. Para Nikolái Roerich, el mundo de las montañas es una fuente inagotable de inspiración. Los críticos de arte han notado una nueva tendencia en su creación y le nombraron «Maestro de las montañas». En la India fueron creadas las series de lienzos «Shambhala», «Gengis Kan», «Kuluta», «Kulu», «Montañas sagradas», «El Tíbet», «Ashramas» y otras. Numerosas exposiciones de las obras del Maestro tuvieron lugar en diferentes ciudades de la India y las visitó mucha gente.
Nikolái Roerich siempre quedó patriota de Rusia y su ciudadano, aunque no tuviera más que un solo documento ruso: el pasaporte de Rusia. La idea de volver a la Patria no le abandonó nunca. Inmediatamente después de terminada la Segunda Guerra Mundial, el pintor solicitó el visado de entrada en la Unión Soviética, pero el 13 de diciembre de 1947 falleció.
En el valle de Kulu, en el sitio donde había ardido la pira funeraria, fue instalada una piedra grande rectangular, en la cual fue tallada una inscripción: «Aquí el 15 de diciembre de 1947, fue entregado al fuego el cuerpo de Maharisha Nikolái Roerich, gran amigo ruso de la India. Que haya paz.»

“Amad a la Patria. Amad al pueblo ruso. Amad a todos los pueblos en todas las infinidades de nuestra Patria. Que este amor os enseñe a amar también a toda la humanidad. <...> El amor de la Patria nos enriquece. ¡Ensanchar el camino! Viene el constructor! Viene el pueblo ruso!”

## Centro Internacional de los Roerich

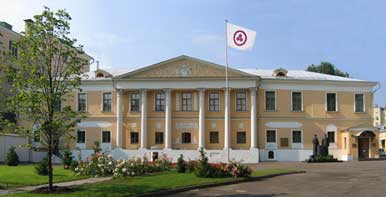
Museo Público Nikolái Roerich del Centro Internacional de los Roerich (Moscú)

En 1990, el hijo menor de Nikolái y Yelena Roerich, Sviatoslav Roerich, cumpliendo la última voluntad de sus padres, entregó a la Fundación Soviética de los Roerich (actualmente, Centro Internacional de los Roerich) la riquísima herencia de su familia. Gracias a L.V. Sháposhnikova, conocida científica, escritora, miembro de la academia, y a Y.M. Vorontsov, embajador Extraordinario y Plenipotenciario de Rusia, fueron traídos a la Patria más de 400 lienzos, el archivo, la Biblioteca y reliquias de la familia de Roerich. Este patrimonio llegó a ser base para un futuro Museo público Nikolái Roerich. Para ese museo Sviatoslav Roerich prefirió la finca antigua de la familia Lopujín. En ese edificio, el 12 de febrero de 1993 fue inaugurada la primera exposición del museo.
En las salas del Museo se celebran anualmente Congresos científicos públicos Internacionales con participación de científicos eminentes y personas públicas de Rusia, Unión de Estados Independientes, Alemania, Estados Unidos, Italia, España, Francia, Canadá, México y otros países; esos congresos se dedican a cuestiones importantes de la cultura y la ciencia. En el Museo también se organizan exposiciones de los pintores-cosmistas modernos, conciertos de la música clásica, concursos de pintura para niños, festivales de las culturas étnicas, exposiciones de artesanía y veladas dedicadas a la vida y obra de los pintores, actores, escritores.
Entrega de la Bandera de la Paz que había estado en la estación espacial «Mir», al presidente del parlamento de la India Shri Somnath Chattergy en ocasión al centenario de S.N.Roerich. De izquierda a derecha: Héroe de la Federación Rusa S.Zaletin, V. Afanásyev, Shri Somnath Chattergy, Presidente del Centro Internacional de los Roerich Y.M.Vorontsov.

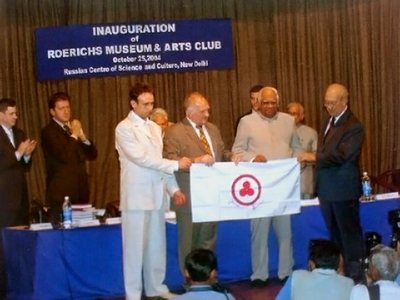
Academia de Ciencias de Rusia, entrega de la Bandera de la Paz que había estado en la estación espacial «Mir», al presidente del parlamento de la India Shri Somnath Chattergy en ocasión al centenario de S.N. Roerich.

Los especialistas destacados de la Academia de Ciencias Naturales de Rusia, de la Universidad de Moscú Lomonósov y los colaboradores científicos del Centro Internacional de los Roerich dan conferencias dedicadas al patrimonio de los Roerich, a la filosofía, historia, cultura y pedagógica. El Centro Internacional de los Roerich colabora de una manera activa con muchas organizaciones de cultura, estatales y públicas, incluidas las internacionales; organiza exposiciones ambulantes de cuadros de Nikolái y Sviatoslav Roerich por los países de la Unión de Estados Independientes.
El 17 de junio de 2008 el Centro Internacional de los Roerich firmó un acuerdo de colaboración con el Instituto de Historia de las Ciencias Naturales y de la Técnica S.I. Vavílov de la Academia de Ciencias de Rusia. El acuerdo prevé colaboración dentro de un círculo amplio de temas relacionados con investigaciones de la vida y obra de los Roerich, la Ética Viva y el pensamiento cósmico. Además, el acuerdo comprende colaboración en el tema de los grados académicos: consultas para los aspirantes, presentación de las tesinas y tesis dedicadas a la vida y obra de los Roerich, la Ética Viva y el pensamiento cósmico, en los consejos científicos en el Instituto de Historia de las Ciencias Naturales y de la Técnica S.I. Vavílov de la Academia de Ciencias de Rusia.
La directora general del Museo Roerich es Liudmila Sháposhnikova, artista emérita de la Federación Rusa, académica de la Academia de Astronáutica K.E. Tsiolkovsky de Rusia, académica de la Academia de Ciencias Naturales y de la Academia de Ecología de Rusia, redactora jefe de la revista «Cultura y tiempos».

## Reconocimiento mundial
Según la opinión de Dmitri Lijachov, académico de la Academia de Ciencias de Rusia, «Nikolái Roerich ha sido servidor fervoroso de la cultura a escala mundial». El reconocimiento de la actividad cultural multifacética del artista se confirma por numerosas condecoraciones, con las cuales le han honrado los gobiernos de muchos países del mundo, y títulos honoríficos conferidos por muchas organizaciones públicas y culturales cuyo presidente, fundador, protector o miembro ha sido.
- Caballero de las órdenes de Rusia: de San Estanislao, de Santa Ana y de San Vladímir
- Caballero de la orden de San Savva, Yugoeslavia
- Caballero de la orden de la Legión de Honor, Francia
- Caballero de la orden real de la Estrella del Norte, Suecia

### Organizaciones cuyo miembro ha sido Nikolái Roerich
1. Miembro de número de la Academia de artes de Rusia
2. Fundador del Instituto de Artes Unidas en Nueva York (Estados Unidos)
3. Fundador del Centro Cultural Internacional «Corona Mundi» (EE. UU.)
4. Director honorífico del Museo Roerich en Nueva York y de sus filiales en Europa, América y países de Oriente
5. Miembro de número de la Academia de ciencias y artes de Yugoeslavia (Zagreb)
6. Miembro de número de la Academia de Portugal (Coímbra)
7. Miembro de número de la Academia de Reims (Francia)
8. Miembro de número del Instituto Internacional de ciencia y literatura (Bolonia, Italia)
9. Miembro honorífico del Comité de Cultura (Buenos Aires, Argentina)
10. Vicepresidente de la Sociedad de Marck Twain (Estados Unidos)
11. Vicepresidente del Instituto Americano de arqueología (EE. UU.)
12. Miembro honorífico de la Sociedad de ilustración de Benarés (India)
13. Miembro honorífico de la Sociedad de Moore (Francia)
14. Miembro de la Cruz Roja (Francia)
15. Miembro de la Sociedad de estudio de antigüedades (Francia)
16. Miembro perpetuo de la Federación de pintores franceses (París)
17. Miembro del ateneo de Otoño (París)
18. Miembro perpetuo de la Sociedad de anticuarios (París)
19. Presidente honorífico de la Unión Internacional por el Pacto Roerich (Brugge)
20. Presidente honorífico de la Sociedad de Historia en la academia de París
21. Presidente honorífico de la Sociedad Roerich en Francia (París)
22. Miembro instituyente de la Sociedad etnográfica (París)
23. Presidente honorífico de la Academia Roerich (Nueva York)
24. Presidente honorífico de la Sociedad por el progreso cultural «Flamma» (estado Indiana, Estados Unidos)
25. Presidente honorífico de la Sociedad Roerich en Filadelfia (EE. UU.)
26. Presidente honorífico de la Sociedad de protección de monumentos Históricos (Nueva York)
27. Presidente honorífico de la Sociedad Roerich de Letonia (Riga)
28. Presidente honorífico de las Sociedades Roerich en Lituania, Yugoeslavia, China
29. Presidente honorífico del Instituto Subhas Chandra Boshe (Calcuta)
30. Miembro del Instituto Dzhagadis Boze (India)
31. Miembro de Nagati Prachari Sabha (India)
32. Miembro perpetuo de la Sociedad Real asiática en Bengalia (Calcuta)
33. Miembro perpetuo de la Sociedad «Arte del Oriente» (Calcuta)
34. Presidente honorífico y doctor en literatura del Instituto Internacional por el estudio del budismo en San Francisco (California) [Instituto Internacional de budismo (EE. UU.)]
35. Miembro honorífico del Museo Ruso de historia y cultura en Praga (Checoeslovaquia)
36. Miembro honorífico de la Sociedad Luzas (París)
37. Miembro honorífico de la Liga por la protección del arte (París)
38. Protector de la Sociedad de cultura (Amritsar, India)
39. Miembro-bienhechor de la Asociación de investigaciones internacionales (París)
40. Miembro honorífico de la Asociación Fild (San Luis, Estados Unidos)
41. Miembro honorífico de la Sociedad Braurveda (Java)
42. Miembro honorífico de la Asociación Nacional de medicina natural en América (Los Ángeles, California)
43. Presidente honorífico del Centro de artes y cultura (Prayagraj, India)
44. Presidente de la Liga de cultura (EE. UU.)
45. Presidente honorífico de la Asociación de cultura americana-rusa en Nueva York, EE. UU.
46. Vicepresidente del Instituto Americano de arqueología (EE. UU.)

y de muchas otras organizaciones y sociedades

### Planeta pequeño Roerich

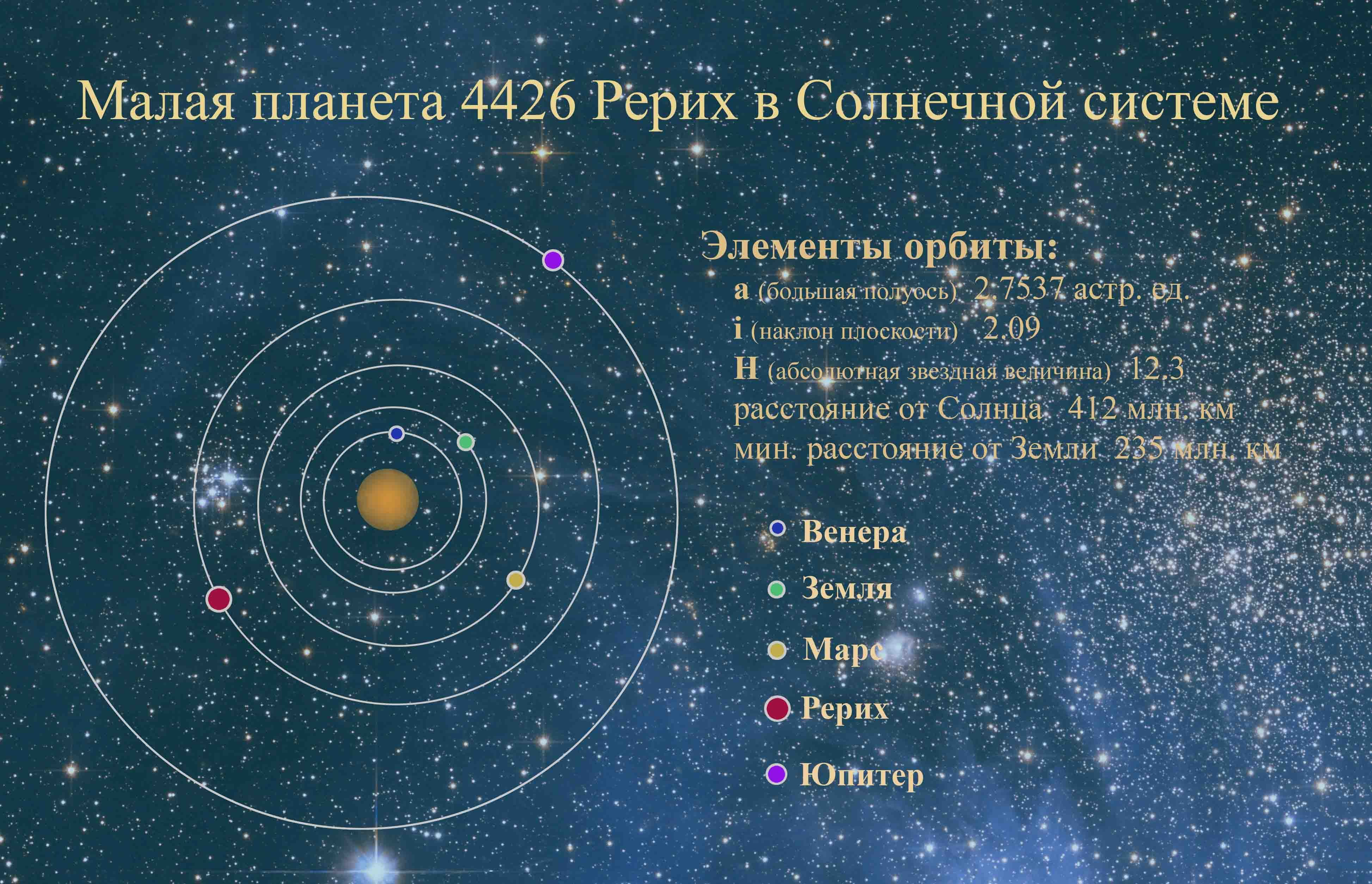
Planeta pequeño Roerich

El 15 de octubre de 1969 los astrónomos del Observatorio astrofísico de Crimea Nikolái Stepánovich y Liudmila Ivánovna Chernyj descubrieron un nuevo planeta pequeño en el sistema solar y le dieron el nombre de «Roerich» en honor de esta familia. El planeta está registrado bajo el número 4426.
El Observatorio astrofísico de Crimea, participante del programa internacional de observaciones e investigaciones de los planetas pequeños, certifica que el planeta pequeño, descubierto por el Observatorio astrofísico de Crimea y registrado en el Catálogo internacional bajo el número 4426, ha recibido el nombre "Roerich" «en honor de la familia de destacados personajes de cultura rusos» — pone el Certificado de descubrimiento.

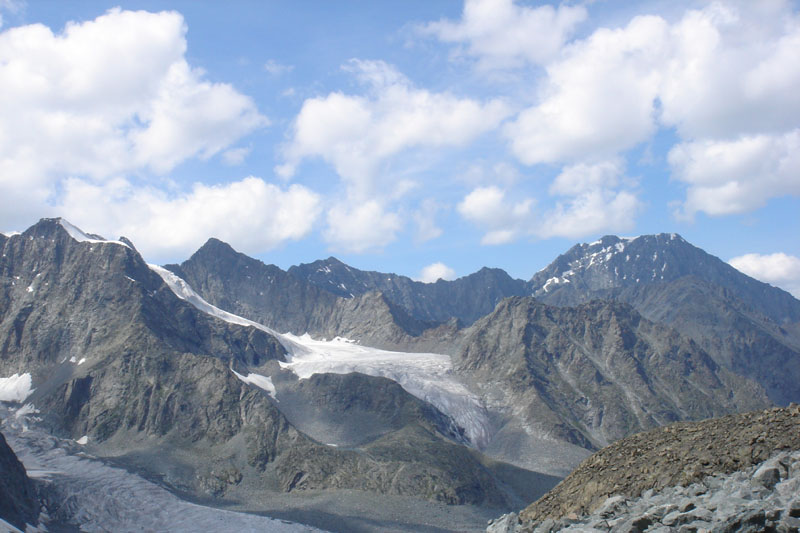
El Altái. Picos y puertos llamados en honor de la familia Roerich

Pronunciando un discurso en el Museo Nikolái Roerich, comentando ese acontecimiento a escala mundial, N.S.Chernyj dijo: «No son pocos los planetas pequeños que han recibido nombres significativos para nosotros en honor de grandes personajes rusos: devotos, científicos, escritores, pintores — que recordamos con amor. Hace poco apareció el planeta "Roerich". Los planetas pequeños como si fueran monumentos increados eternos. Este planeta llevará el nombre de Roerich para siempre. Dentro de algún tiempo empezará a acercarse a la Tierra <…> Este nombre fue confirmado por una comisión especial, compuesta por 11 representantes de diferentes países del mundo, de la Unión Internacional de Astronomía. Es de notar que un nombre nuevo se confirma únicamente si es aprobado por unanimidad. La aparición del planeta pequeño "Roerich" es un reconocimiento internacional de la obra y éxitos relevantes de la familia Roerich».

### El Pico Nikolái Roerich en el Altái
El 15 de agosto de 1963, el día de la independencia de la India, un grupo de alpinistas de la ciudad rusa de Tomsk: V. Syrkin, G. Shvartsman, A. Ivánov, V. Petrenko, L. Spiridonov, G. Skriabin, V. Slusarchuk, Y. Salivon, B. Gusev, S. Lobanov — subieron a una cima que aún no tenía nombre y le dieron el nombre de Nikolái Roerich.

### Personas destacadas sobre Nikolái Roerich
Rusia y la India a la vez subrayaron la importancia de proteger y mantener el patrimonio único, artístico y cultural, de la familia de Roerich, lo que tiene significado imperecedero para la amistad entre nuestros países.
Vladímir Putin, Presidente de la Federación Rusa

Cuando estoy pensando en Nikolái Roerich, me asombra la riqueza y la envergadura de su actividad y de su genio creador. Un gran artista, un gran científico y escritor, arquitecto y viajero, ha penetrado en tantos aspectos de las aspiraciones humanas que hasta ahora quedan iluminados por él. Incluso la cantidad misma de sus lienzos es asombrosa – son miles de cuadros y cada uno es obra maestra, una gran obra de arte <…>. Sus pinturas nos hacen recordar muchas cosas de nuestra vida, de nuestro patrimonio cultural y espiritual, y entonces estamos conscientes de que somos deudores de Nikolái Roerich que hizo aparecer ese espiritu en sus grandiosas pinturas.
Sri Pandit Jawaharlal Nehru, el primer primer ministro de la India independiente

Sus admirables cuadros nos sorprenden por la riqueza y percepción fina de colores y expresan, antes que nada, la grandeza misteriosa de la naturaleza del Himalaya. Él mismo, también, con su apariencia y personalidad, parecía estar compenetrado con el alma de las grandes montañas. No gastaba muchas palabras, pero emanaba una potencia contenida que como si llenara todo el espacio alrededor de él. Nosotros sentimos un profundo respeto a Nikolái Roerich por su sabiduría y su talento creador. También le apreciamos como eslabón de enlace entre la Unión Soviética y la India... Creo que las pinturas de Nikolái Roerich y sus relatos sobre la India transmitirán al pueblo soviético una parte del alma de sus amigos indios. También sé que Nikolái Roerich y su familia han contribuido en gran medida a que en la India se formara una imagen más completa del país de los Soviets.
De la entrevista dada por la primera ministra de la India Indira Gandhi a L.B. Sháposhnikova en octubre de 1975

Las pinturas de Vd. me han emocionado profundamente. Viéndolas, llegué a entender una cosa muy simple, aparentemente muy clara, cosa que, sin embargo, uno tiene que ir descubriéndola para sí mismo veces seguidas, y es concretamente el hecho de que la Verdad es infinita, no tiene límites. El arte de Vd. está dotado de rasgos de una originalidad exclusiva, es genuino porque es un gran arte.
Rabindranath Tagore, gran escritor y filósofo de la India 

Su arte me encanta sinceramente y puedo decir sin exageración ninguna que los paisajes nunca me han impresionado tan profundamente como los de los cuadros de Vd.
Albert Einstein, gran físico

Los rayos atravesaban la atmósfera terrestre, el horizonte volvió color naranja intenso que se iba cambiando paulatinamente a todos los colores del arco iris: al azul celeste, azul oscuro, violeta, negro. ¡Una gama de colores indescriptible! Era como en los lienzos del pintor Nikolái Roerich.
Yuri Gagarin, astronauta. Diario de a bordo. El 12 de abril de 1961

## Obras fundamentales de Nikolái Roerich
1. Arte y arqueología// Las Artes y la industria artística. SPb., 1898. N.º 3; 1899. N.º 4-5.
2. Algunas antigüedades de la piatina (región) de Shelón y del extremo Bezhetsky. SPb, 1899.
3. La Edad de Piedra en el lago Piros. SPb., 1905.
4. Obras completas. Tomo 1, M., 1914.
5. Vías de la Bendición. Nueva York, 1924.
6. Corazón del Asia. Southbury, 1929.
7. Potencia de Luz. Southbury, 1931.
8. Fortaleza Flameante. Nueva York, 1933.
9. La Bandera de la Paz. Harbin, 1934.
10. Ronda Sagrada. Harbin, 1934.
11. Puerta hacia el Futuro. Riga, 1936.
12. Del patrimonio literario. M.,1974.
13. Lo inalterable. Riga, 1936.
14. Altái — Himalaya.. [Diario de viaje ]. М., 1974.
15. Flores de Moria: Versos. М., 1984.
16. Cuentos. L., 1991.
17. Ciudad la antigüedad. M. 1993.
18. Fuentes antiguas. M. 1993.
19. Urusvati. М., 1993.
20. Oriente — Occidente. М., 1994.
21. Cultura y Civilización. М., 1994.
22. Sobre la Gran Guerra Patria. М., 1994.
23. Shambhala. M., 1994.
24. Hojas del diario. 3 tomos. M., 1995—1996.
25. Shambhala. Nueva York, 1930.
26. Banner of Peace. Nueva York, 1931.
27. Himalaya — Abode of Light. Bombay, 1947.
28. Adamant. Nueva York, 1967.

## Honrando la memoria de Nikolái Roerich
- En Moscú, en el territorio de la antigua finca de los Lopoukhin, delante del Museo Nikolái Roerich, es instalado un monumento a Nikolái y Yelena Roerich.[41]
- En honor de Nikolái Roerich, una de las calles en el centro de Riga lleva su nombre.[42]
- En la aldea Izvara de la provincia de Leningrado, donde Nikolái Roerich vivió durante mucho tiempo, desde 1984 funciona Museo — finca de Nikolái Roerich.[43]
- En San Petersburgo existe una Escuela Artística que lleva el nombre de Nikolái Roerich.
- En 1999 el Banco de Rusia emitió dos monedas conmemorativas dedicadas al 125 Aniversario de Nikolái Roerich.
- En honor de Nikolái Roerich, un barco lleva el nombre de «Nikolái Roerich, pintor».[44]
- En 2007, un nuevo avión de Aeroflot recibió el nombre de Nikolái Roerich.[45]

## Grabación de un discurso de Nikolái Roerich
¡Qué alegría ver las torres de Nueva York! Cuántas veces en los desiertos de Asia, especialmente en el Tíbet, recordamos rascacielos, pueblos indios, ciudades antiguas de Italia y España. Los edificios de muchos pisos en el Tíbet llaman a la memoria imágenes de rascacielos, mientras los laberintos de paredes largas de una casa asiática ordinaria recuerdan pueblos de Nuevo México y Arizona. Los monasterios que con orgullo se aprietan contra las cimas se parecen a las antiguas poblaciones de Italia y España. Cuando volví a ver las torres de Nueva York, recordé las voces de alegría provocadas en Asia por las fotos de esas potencias del logro humano. Nunca hemos oído admiración más entusiasmada al ver fotos y postales de diferentes sitios en Nueva York, que en las ciudades y valles del Asia Central. Cuántas copias de las torres de Nueva York se quedaron en los desiertos, donde las conservan en los rincones más secretos, junto a los objetos de mayor respeto. En las yurtas más alejadas de los desiertos asiáticos, el presidente Hoover se ve como un titano, salvador de la gente hambrienta. Ford se percibe como símbolo de la fuerza motriz. Los mongoles miran a los indios americanos como si fueran sus parientes más queridos.

Todos nuestros descubrimientos de los últimos años se perciben por el Oriente como signos de la época de Shambhala. El rayo cósmico de Miliken, la teoría de la relatividad de Einstein, Termen, la música del éter, se aceptan en Asia como signos de evolución de la conciencia humana, confirmados por tradiciones védicas y budistas, y por las doctrinas de Shambhala. Según esas doctrinas antiguas, los años 40 de nuestro siglo se consideran como época de energía cósmica y de conciencia ampliada. Estos recuerdos conmovedores aparecieron ante mí, cuando volví a ver las torres de Nueva York. Y entre viejos amigos descubrí muchas fortalezas que se habían erguido en los últimos cinco años. Esa creación irrefrenable nos brinda una verdadera alegría.